# エンタンドロフラグマ
エンタンドロフラグマ（学：Entandrophragma）はセンダン科に含まれる属の一つ。または、エンタンドロフラグマ属に含まれる植物の総称。

## 概要
熱帯アフリカに自生する落葉高木で、種にもよるが樹高は40～60m程に達する。雌雄異花である。一般的にサペリ、サペリ・マホガニー、アブディクロ、アッシ、ムヨヴなどの呼び名がある。英名にはマウンテンマホガニーやウッデンバナナなどがある。

## 利用
幾つかの種の木材は、近縁種のマホガニーと同じく熱帯産の木材として利用されている。特にサペリ種と、ウティレ種はマホガニーに非常に似る。若い株は塊根植物（コーデックス）としても親しまれる。

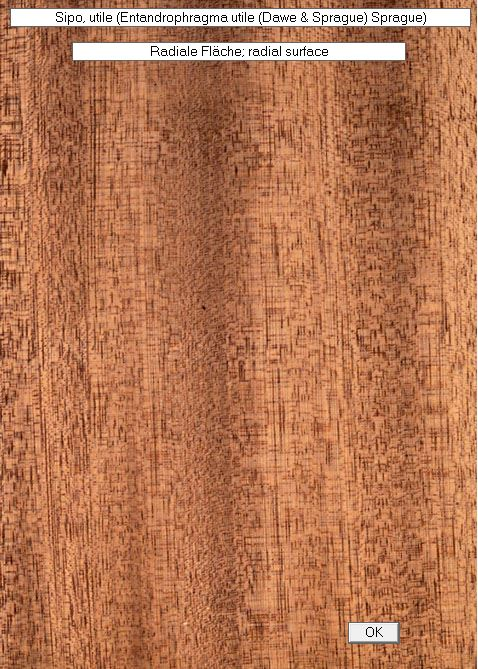
ウティレ種の木材。

## 種
- エンタンドロフラグマ・アンゴレンセ

　（Entandrophragma angolense）
- エンタンドロフラグマ・ウティレ

　（Entandrophragma utile）
- エンタンドロフラグマ・エクセルサム

　（Entandrophragma excelsum）
- エンタンドロフラグマ・カウダツム

　（Entandrophragma caudatum）
- エンタンドロフラグマ・シリンドリカム

　（Entandrophragma cylindricum）

## ギャラリー

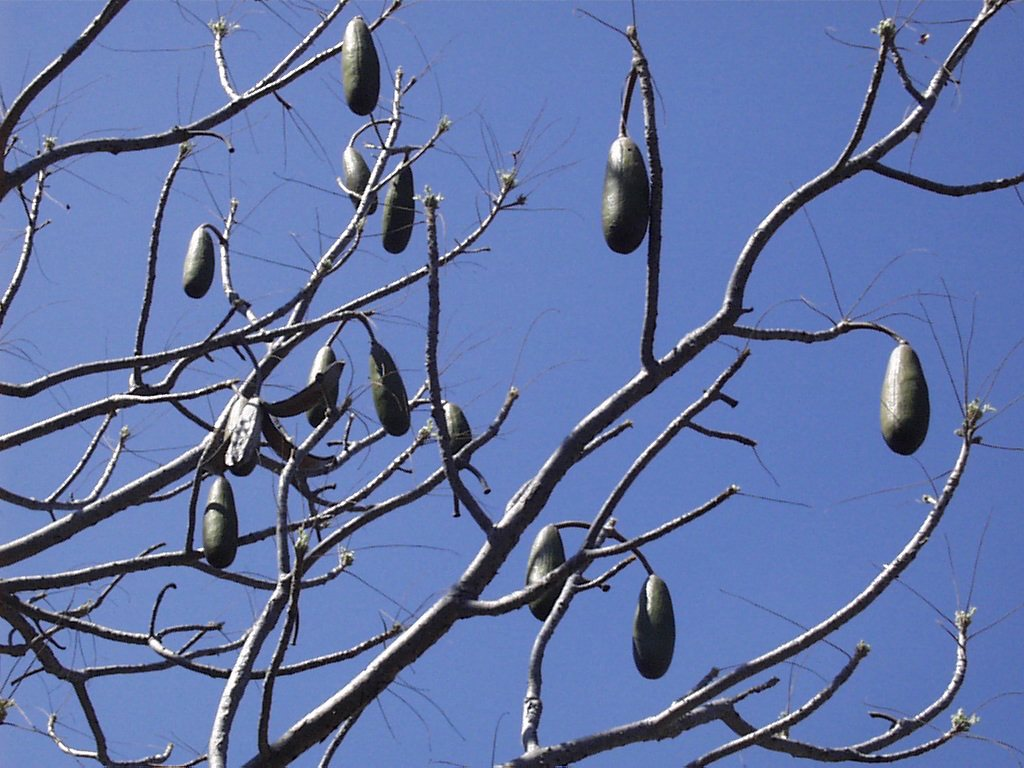
カウダツム種
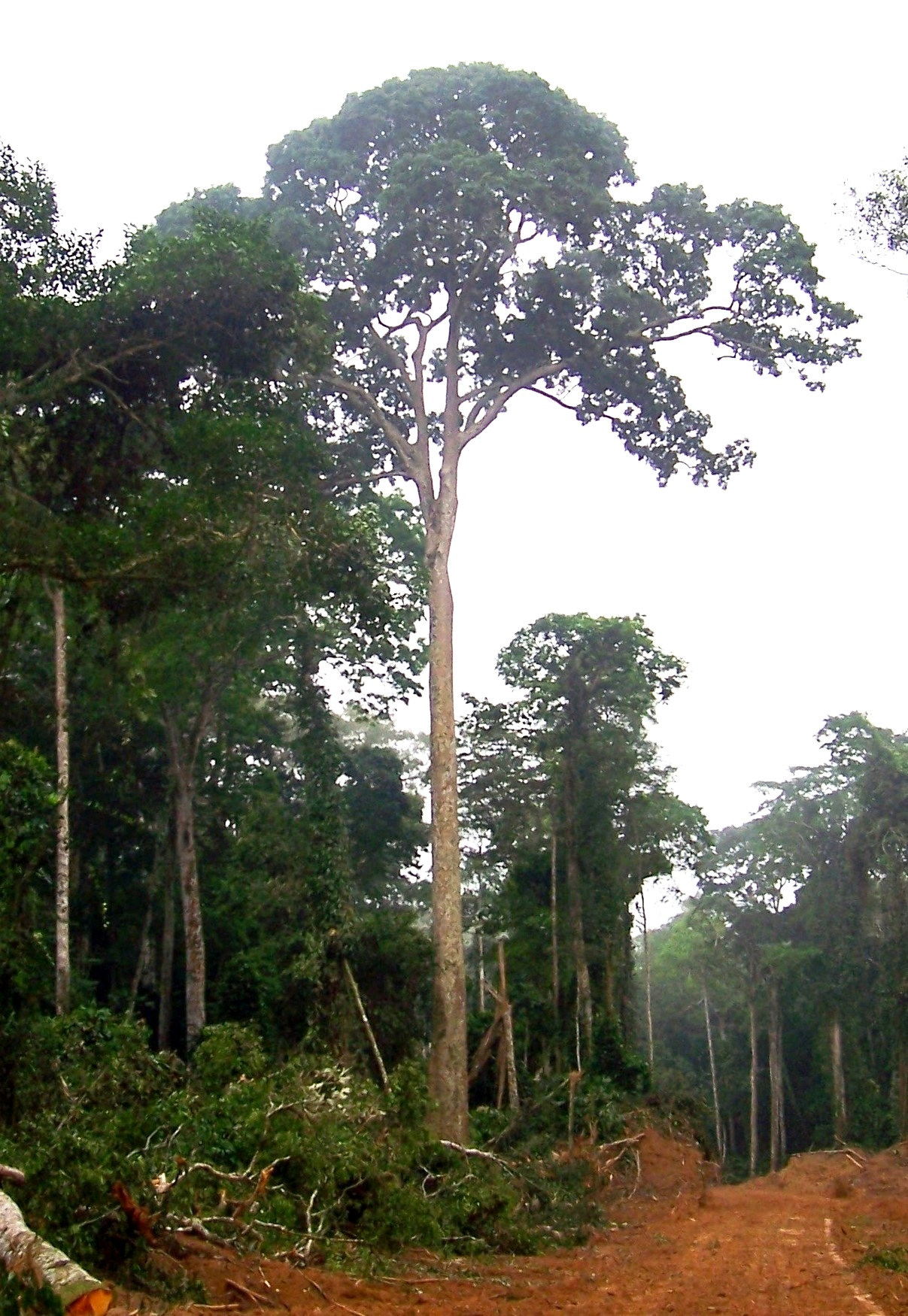
シリンドリカム種
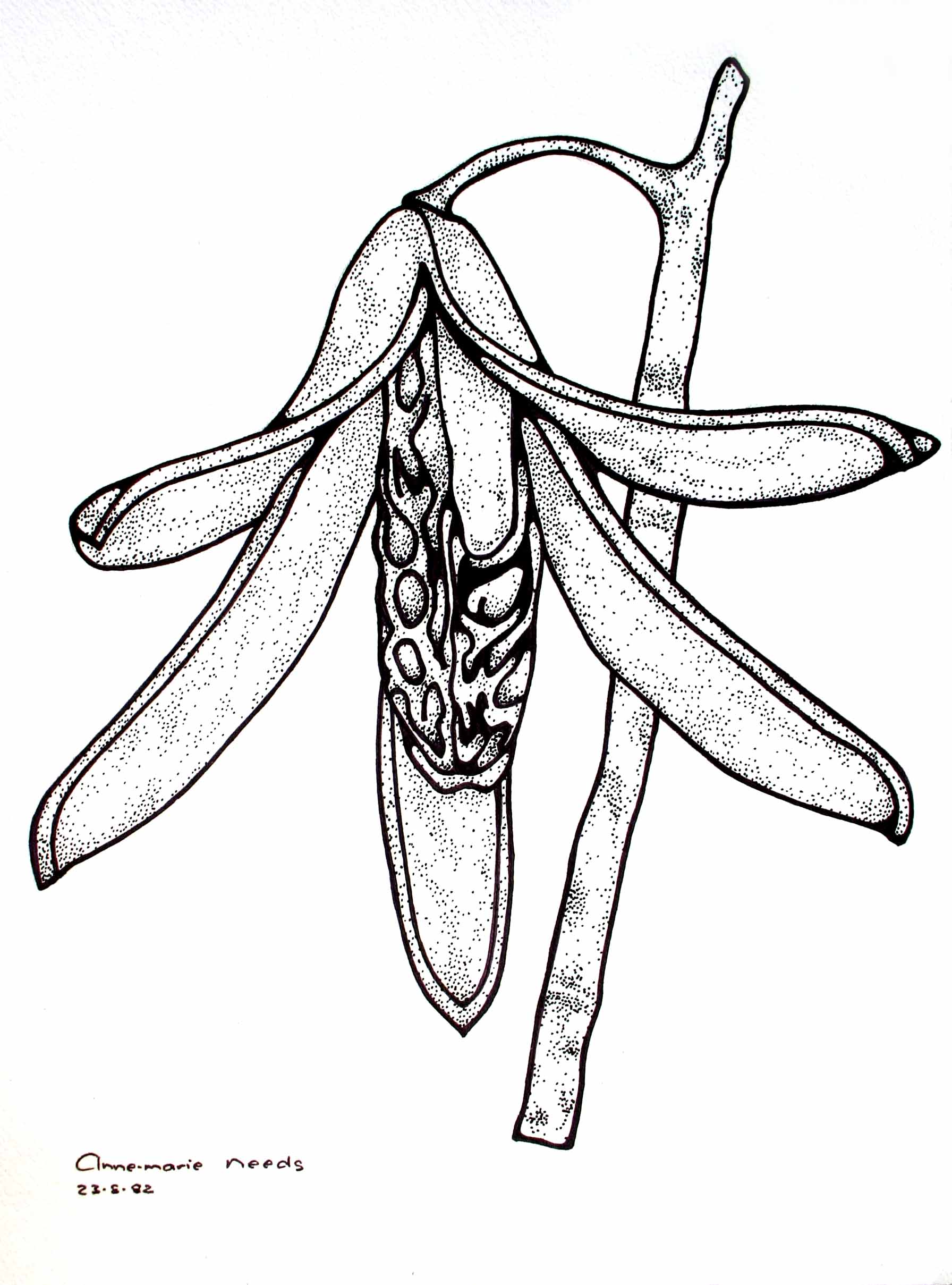
カウダツム種の果実のスケッチ。